# كايوكو سوجياما
كايوكو سوجياما (31 أكتوبر 1961 - ) (بالكانا:すぎやま かよこ) هي لاعبة كرة طائرة يابانية. شاركت في الألعاب الأولمبية الصيفية 1984 والألعاب الأولمبية الصيفية 1988.

## وصلات خارجية
- كايوكو سوجياما على موقع أوليمبيديا (الإنجليزية)